# Mohamed Toihiri
Mohamed Toihiri (né le 20 août 1955 à Mitsoudjé en Grande Comore) est un auteur franco-comorien, devenu en octobre 2007 représentant permanent de l'union des Comores à l'Organisation des Nations unies. 

## Biographie
Né en août 1955 à Mitsoudjé, aux Comores, Mohamed Toihiri passe son enfance à Tamatave dans la province de Tamatave, région à l'est de Madagascar, entre au lycée à Moroni puis poursuit ses études secondaires à Bordeaux en France. Il obtient un doctorat en littérature à l'Université Bordeaux III. Sa thèse de doctorat porte sur  «Les luttes de classes dans l’oeuvre de Sembène Ousmane».
De retour en Grande-Comore, il est titulaire d'une chaire à l'Université des Comores puis devient inspecteur pédagogique au Ministère de l'éducation nationale des Comores. Depuis mi-2002, il enseigne à l’université du Michigan.
Il a participé par ailleurs à la rédaction d'articles de la presse grande-comorienne Kashkazi et Al-Watwan. Il a été également rédacteur en chef du Comorien qui paraît en France.
Avec son premier roman, La République des Imberbes, publié en 1985, il devient le premier romancier comorien d'expression française. Il reçoit pour cet ouvrage, critique romancée de la période et du régime d'Ali Soilih, le prix des Mascareignes et des Comores,. D'autres romans et pièces de théâtre suivent.

## Œuvre
- Mohamed Toihiri, La République des Imberbes, l'Harmattan, coll. « Encres Noires », 1985 (ISBN 2-85802-624-3 (édité erroné), BNF 34866930)
- Mohamed Toihiri, Le Kafir du Karthala, Paris, l'Harmattan, coll. « Encres Noires », 1992, 255 p. (ISBN 2-7384-1501-6)